# 鶴洞・証心寺入口駅
鶴洞・証心寺入口駅（ハクトン・チュンシムサイプクえき）は、大韓民国光州広域市東区鶴洞に位置する光州都市鉄道1号線の駅である。駅番号は(102)。

## 駅構造
- 相対式ホーム2面2線の地下駅。

のりば
| 上り | ●1号線 | 所台・鹿洞 方面             |
| 下り | ●1号線 | 尚武・光州松汀駅・平洞 方面 |

## 駅周辺
- 証心寺
  - 韓国仏教の曹渓宗に属する寺。駅名にもなっているが、あまり駅から近くないため駅名を巡る論議の元にもなった（後述）。光州を象徴する山、無等山の登山口の一つとしても知られ、当寺近くの同名のバス停留所を起・終点とする市内バスが数系統ありまた登山客･行楽客のための駐車場も存在するため、行楽シーズンの休日などは寺の前の道路は多くの人でにぎわう。
- 崇義高等学校
- 芳林2洞住民センター
- 東区青少年修練館
- 鶴雲119安全センター
- 新韓銀行鶴洞支店

## 歴史
- 2004年4月28日 - 証心寺入口（鶴洞サムゴリ）駅として開業。
- 2006年 - 鶴洞・証心寺入口駅に改称。

### 駅名変更の経緯
2004年開業当時の「証心寺入口（鶴洞サムゴリ）」という駅名に対し、地元鶴洞の住民から反発があり、また駅から4km以上離れている証心寺を主駅名としていることが不適切であると言う世論が形成された。その後光州市内の宗教界において対立が深まった結果、駅名変更にいたった。

## 利用状況
| ●1号線 | 2053人 | 1989人 |

※2006年までの情報は公開されていない。

## 隣の駅
光州交通公社
●1号線
所台駅 (101) ‐   鶴洞・証心寺入口駅 (102) ‐ 南光州駅 (103)